# Nottingham Forest Football Club
El Nottingham Forest Football Club és un club de futbol d'Anglaterra, de la ciutat de Nottingham, al comtat de Nottinghamshire. Va ser fundat en 1865 i juga a la Premier League del futbol anglès, la primera categoria en ordre d'importància en aquest país. L'equip juga els seus partits com a local a l'estadi City Ground des de l'any 1898.
L'època més reeixida del club correspon al període comprès entre els anys 1975 i 1993, quan entrenats per Brian Clough van guanyar un títol de lliga de la primera divisió, dos anys seguits la Copa d'Europa, quatre vegades la Copa de la Lliga i dues vegades la Full Members Cups. En els darrers anys l'equip ha passat temps difícils tot i que juga en la màxima divisió del futbol anglès, la Premier League.

## Història

### Fundació i els primers anys (1865-1900)
El Nottingham Forest Football Club va ser fundat l'any 1865 a una reunió al Clinton Arms del carrer Shakespeare, en aquella mateixa reunió es va acordar que el color represantiu del club seria el vermell en honor a Giuseppe Garibaldi, un líder a les camises vermelles i tot un referent a Anglaterra en aquell temps. Així que el 22 de març de 1866 es va jugar el primer partit oficial del Nottingham Forest contra el seu rival local, el Notts County.
Als anys 1870 el Notts Castle Club, un altre club de la ciutat es va dissoldre i els jugadors de l'esmentat club es van unir al Nottingham Forest, cosa que va fer un gran impuls al club. L'any 1878 el Nottingham participa per primer cop a la FA Cup, el primer partit va guanyar al Notts County per 1-3, finalment el Nottingham va arribar a les semifinals del torneig on va ser eliminat per l'Old Estonians que van guanyar aquella edició.
L'any 1889 el Nottingham va ser rebutjar per la Football League, així que amb altres clubs van crear la Football Aliance. A la primera temporada d'aquesta nova lliga la temporada 1889/90 el Nottingham va acabar 11é, a la 1890/91 va acabar 5è i a la 1891/92 es va proclamar campió de la Football Aliance. L'any 1892 la lliga es va dissoldre i al haver quedat campió de la ultima edició va ser acceptat per la Football League a la First Division.
A la temporada 1892/93 ja a la First Division, va ser la primera temporada del Nottingham a la Football League, aquella temporada el Nottingham va acabar 10è i entre els partits destacats d'aquella temporada es destaca les victòries contra el seu maxim rival: el Derby County per 2-3 i per 1-0, també es destaca el partit contra Notts County, al qual van assistir 15.000 espectadors i en què el Nottingham va guanyar 3-1.
Entre el 1893 i el 1897 el Nottingham va acabar amb resultats a la mitja taula de la classificació.
A la temporada 1897/98 el Nottingham va acabar 8è a la lliga però la sorpresa es va donar a la FA Cup. A la primera ronda el Nottingham va eliminar el Grimsby Town per 4-0, a la segona ronda el Nottingham va eliminar el Gainsborough Trinity també per 4-0 i a la tercera ronda va eliminar el West Bromwich Albion per un 2-3 arribant així a les semifinals. A les semifinals el Notingham es va enfrontar al Southampton FC, que estava a la Southern Football League, una lliga que estava a unes categories mes avall que la lliga que jugava el Nottingham. El partit es va jugar al Bramall Lane de Sheffield el 19 de març de 1898, aquell partit va acabar amb un empat a 1-1, així que es va jugar un replay. El segon partit es va jugar al Crystal Palace de Londres el 24 de març, aquell partit es va jugar amb una tormenta de neu on va interrumpir en alguns moments el partit. Però en els minuts finals el Nottingham es va imposar per 2-0 classificant a la final que jugaria contra el Derby County. A la final que es va jugar al Crystal Palace de Londres el 16 d'abril amb uns 60.000 espectadors. El Derby County era el favorit després de guanyar el Forest per 5-0, uns 5 dies abans del partit, però el Nottingham es va acabar finalment imposant per 3-1 i per sorpresa de tots va guanyar el seu primer títol de la seva història.

### Primera meitat del Segle XX (1900-1950)
Entre els mesos de juny i juliol de l'any 1905 el Nottingham Forest va començar una gira de promoció del futbol a l'Argentina i l'Uruguai. Al continent sud-americà va jugar 8 partits marcant 57 gols i encaixant només 3. En un dels partits a l'Argentina, contra l'Alumini AC, Arístides Langoste, president del club CA Independiente li va encantar l'estil de joc del partit i va adoptar el color vermell per l'històric club argentí.
En el començament de la temporada 1905/06, la Football League decideix ampliar la First Division a 20 equips, i els dos últims equips d'aquella temporada baixarien a la Second Division. El Nottingham va fer una molt mala temporada quedant penúlitim amb només 31 punts empatat amb el Middlesbrough FC. En aquella temporada va descendir per culpa d'una derrota dolorosa per 4-1 contra l'Everton FC a l'ultima jornada de lliga. Així doncs, el Nottingham va descendir a la Second Division.
A la temporada 1906/07 el Nottingham va competir a la Second Division, i va quedar campió amb 60 punts, 3 més que el Chelsea FC que també va ascendir. A la 1907/08, durant la seva tornada a la First Division, el Nottingham va acabar 9é a la lliga i el seu delanter Enoch West va acabar sent el màxim golejador del campionat amb 28 gols. Dos anys més tard a la temporada 1910/11, el Nottingham va tornar a baixar a la Second Division on va quedar allà durant 6 temporades seguides, normalment a la part baixa de la classificació, però a la temporada 1921/22, el Nottingham va tornar a la First Division com a campió una altra vegada, però a la 1924/25 va tornar a baixar a la Second Division.
Després d'això, el Nottingham va passar moltes temporades a la part baixa de la classificació de la Second Division, fins que l'any 1939 va començar la Segona Guerra Mundial que va cancel·lar totes les competicions fins al 1946. Després de la guerra hi va haver un clima d'optimisme de la post-guerra i l'estadi del Nottingham va arribar als 30.000 espectadors, però la situació al club no va canviar i el Nottingham va descendir a la temporada 1948/49 a la Third Division South.

### Actualitat
Actualment el Nottingham Forest participa a la Premier League.

## Palmarès

### Tornejos nacionals
- Lliga anglesa de futbol (1): 1978
- Copa d'Anglaterra (2): 1898, 1959
- Copa de la Lliga (4): 1978, 1979, 1989, 1990
- Community Shield (1): 1978
- Subcampió de la FA Premier League el 1967, 1979
- Subcampió de la Copa d'Anglaterra el 1991
- Subcampió de la Copa de la Lliga el 1980, 1992
- Subcampió de la Community Shield el 1959

### Tornejos internacionals
- Copa d'Europa (2): 1979, 1980
- Supercopa d'Europa (1): 1979
- Subcampió de la Supercopa d'Europa el 1980
- Subcampió de la Copa Intercontinental el 1980

## Plantilla 2025-26
A 8 agost 2025 
| N. | Pos. | Nac. | Jugador                        |
| -- | ---- | --- | ------------------------------ |
| 3  | DEF  | [[Fitxer:Flag of Wales 2.svg\|23x15px\|border \|alt=Gal·les\|link=Selecció de futbol de Gal·les\|{{#if:\|]]                      | Neco Williams                  |
| 4  | DEF  | [[Fitxer:Flag of Brazil.svg\|23x15px\|border \|alt=Brasil\|link=Selecció de futbol del Brasil\|{{#if:\|]]                        | Morato                         |
| 5  | DEF  | [[Fitxer:Flag of Brazil.svg\|23x15px\|border \|alt=Brasil\|link=Selecció de futbol del Brasil\|{{#if:\|]]                        | Murillo                        |
| 6  | MIG  | [[Fitxer:Flag of Côte d'Ivoire.svg\|23x15px\|border \|alt=Costa d'Ivori\|link=Selecció de futbol de la Costa d'Ivori\|{{#if:\|]] | Ibrahim Sangaré                |
| 7  | DAV  | [[Fitxer:Flag of England.svg\|23x15px\|border \|alt=Anglaterra\|link=Selecció de futbol d'Anglaterra\|{{#if:\|]]                 | Callum Hudson-Odoi             |
| 8  | MIG  | [[Fitxer:Flag of England.svg\|23x15px\|border \|alt=Anglaterra\|link=Selecció de futbol d'Anglaterra\|{{#if:\|]]                 | Elliot Anderson                |
| 9  | DAV  | [[Fitxer:Flag of Nigeria.svg\|23x15px\|border \|alt=Nigèria\|link=Selecció de futbol de Nigèria\|{{#if:\|]]                      | Taiwo Awoniyi                  |
| 10 | MIG  | [[Fitxer:Flag of England.svg\|23x15px\|border \|alt=Anglaterra\|link=Selecció de futbol d'Anglaterra\|{{#if:\|]]                 | Morgan Gibbs-White (2n capità) |
| 11 | DAV  | [[Fitxer:Flag of New Zealand.svg\|23x15px\|border \|alt=Nova Zelanda\|link=Selecció de futbol de Nova Zelanda\|{{#if:\|]]        | Chris Wood                     |
| 14 | DAV  | [[Fitxer:Flag of Switzerland.svg\|23x16px\|border \|alt=Suïssa\|link=Selecció de futbol de Suïssa\|{{#if:\|]]                    | Dan Ndoye                      |
| 16 | MIG  | [[Fitxer:Flag of Argentina.svg\|23x15px\|border \|alt=Argentina\|link=Selecció de futbol de l'Argentina\|{{#if:\|]]              | Nicolás Domínguez              |
| 17 | DEF  | [[Fitxer:Flag of Germany.svg\|23x15px\|border \|alt=Alemanya\|link=Selecció de futbol d'Alemanya\|{{#if:\|]]                     | Eric da Silva Moreira          |
| 18 | POR  | [[Fitxer:Flag of Scotland.svg\|23x15px\|border \|alt=Escòcia\|link=Selecció de futbol d'Escòcia\|{{#if:\|]]                      | Angus Gunn                     |
| 19 | DAV  | [[Fitxer:Flag of Brazil.svg\|23x15px\|border \|alt=Brasil\|link=Selecció de futbol del Brasil\|{{#if:\|]]                        | Igor Jesus                     |

| N. | Pos. | Nac. | Jugador             |
| -- | ---- | --- | ------------------- |
| 20 | DAV  | [[Fitxer:Flag of Portugal (official).svg\|23x15px\|border \|alt=Portugal\|link=Selecció de futbol de Portugal\|{{#if:\|]]        | Jota Silva          |
| 22 | MIG  | [[Fitxer:Flag of England.svg\|23x15px\|border \|alt=Anglaterra\|link=Selecció de futbol d'Anglaterra\|{{#if:\|]]                 | Ryan Yates (capità) |
| 23 | DEF  | [[Fitxer:Flag of Brazil.svg\|23x15px\|border \|alt=Brasil\|link=Selecció de futbol del Brasil\|{{#if:\|]]                        | Jair Cunha          |
| 25 | DAV  | [[Fitxer:Flag of Nigeria.svg\|23x15px\|border \|alt=Nigèria\|link=Selecció de futbol de Nigèria\|{{#if:\|]]                      | Emmanuel Dennis     |
| 26 | POR  | [[Fitxer:Flag of Belgium (civil).svg\|23x15px\|border \|alt=Bèlgica\|link=Selecció de futbol de Bèlgica\|{{#if:\|]]              | Matz Sels           |
| 27 | DEF  | [[Fitxer:Flag of England.svg\|23x15px\|border \|alt=Anglaterra\|link=Selecció de futbol d'Anglaterra\|{{#if:\|]]                 | Omar Richards       |
| 30 | DEF  | [[Fitxer:Flag of Côte d'Ivoire.svg\|23x15px\|border \|alt=Costa d'Ivori\|link=Selecció de futbol de la Costa d'Ivori\|{{#if:\|]] | Willy Boly          |
| 31 | DEF  | [[Fitxer:Flag of Serbia.svg\|23x15px\|border \|alt=Sèrbia\|link=Selecció de futbol de Sèrbia\|{{#if:\|]]                         | Nikola Milenković   |
| 32 | MIG  | [[Fitxer:Flag of New Zealand.svg\|23x15px\|border \|alt=Nova Zelanda\|link=Selecció de futbol de Nova Zelanda\|{{#if:\|]]        | Marko Stamenić      |
| 33 | POR  | [[Fitxer:Flag of Brazil.svg\|23x15px\|border \|alt=Brasil\|link=Selecció de futbol del Brasil\|{{#if:\|]]                        | Carlos Miguel       |
| 34 | DEF  | [[Fitxer:Flag of Nigeria.svg\|23x15px\|border \|alt=Nigèria\|link=Selecció de futbol de Nigèria\|{{#if:\|]]                      | Ola Aina            |
| 36 | DEF  | [[Fitxer:Flag of Angola.svg\|23x15px\|border \|alt=Angola\|link=Selecció de futbol d'Angola\|{{#if:\|]]                          | David Carmo         |
| 38 | DAV  | [[Fitxer:Flag of England.svg\|23x15px\|border \|alt=Anglaterra\|link=Selecció de futbol d'Anglaterra\|{{#if:\|]]                 | Josh Bowler         |
| 44 | DEF  | [[Fitxer:Flag of England.svg\|23x15px\|border \|alt=Anglaterra\|link=Selecció de futbol d'Anglaterra\|{{#if:\|]]                 | Zach Abbott         |

### Cedits a altres equips
| N. | Pos. | Nac. | Jugador                                                          |
| -- | ---- | --- | ---------------------------------------------------------------- |
| —  | DEF  | [[Fitxer:Flag of New Zealand.svg\|23x15px\|border \|alt=Nova Zelanda\|link=Selecció de futbol de Nova Zelanda\|{{#if:\|]] | Tyler Bindon (al Sheffield United FC fins al 30 de juny de 2026) |